# باسكوال بارا
باسكوال بارا (بالإسبانية: Pascual Luna Parra)‏ (22 فبراير 1963 ببيار في إسبانيا - ) هو لاعب كرة قدم إسباني في مركز الوسط. شارك مع منتخب إسبانيا تحت 16 سنة لكرة القدم ومنتخب إسبانيا تحت 18 سنة لكرة القدم. أما مع النوادي، فقد لعب مع ريال مايوركا وريال مورسيا ونادي إيركوليس.

## وصلات خارجية
- باسكوال بارا على موقع قاعدة بيانات كرة القدم.إي يو (الإنجليزية)